# Deuce Bigalow: European Gigolo
Deuce Bigalow: European Gigolo is een Amerikaanse filmkomedie uit 2005.

## Verhaal
Deuce Bigalow (Rob Schneider) is een voormalig gigolo en wordt in de verleiding gebracht om zijn oude beroep weer op te pakken, wanneer zijn voormalige pooier T.J. Hicks (Eddie Griffin) hem uitnodigt voor een vakantie in Amsterdam. Door samenloop van omstandigheden raakt Hicks betrokken bij een aantal mysterieuze moorden op de bekendste gigolo's van Europa. Deuce probeert de naam van zijn beste vriend te zuiveren. Intussen bindt hij ook de strijd aan met de Europese Unie van 'prosti-dudes'.

## Rolverdeling

### Hoofdrollen
| Acteur          | Personage                 |
| --------------- | ------------------------- |
| Rob Schneider   | Deuce Bigalow             |
| Eddie Griffin   | T.J. Hicks                |
| Jeroen Krabbé   | Gaspar Voorsboch          |
| Til Schweiger   | Heinz Hummer              |
| Douglas Sills   | Chadsworth Buckingham III |
| Carlos Ponce    | Rodrigo                   |
| Charles Keating | Gian-Carlo                |
| Hanna Verboom   | Eva                       |

### Bijrollen
| Acteur                | Personage                                                |
| --------------------- | -------------------------------------------------------- |
| Nicolette van Dam     | Spa-attendant                                            |
| Daan Schuurmans       | Belgische gigolo                                         |
| Erik de Vogel         | Politieagent die joint van T.J. aansteekt                |
| Bastiaan Ragas        | Nieuwslezer                                              |
| Sylvana Simons        | Nieuwslezeres                                            |
| Narsingh Balwantsingh | Pakistaanse man op gracht met grote vrachtwagen vol wiet |
| Micky Hoogendijk      | Rijke vrouw in auto                                      |
| Johnny de Mol         | Canadese student                                         |
| Chantal Janzen        | Scandinavische pornoactrice                              |
| Cees Geel             | Uitsmijter bij gigoloclub                                |
| Peter van Hoof        | Nederlandse gigolo                                       |
| Steven Fitsch         | Man in rij voor Scandinavische pornoactrice              |